# John Adrian Bondy
Pour les articles homonymes, voir Bondy (homonymie).
John Adrian Bondy est un mathématicien anglo-canadien né en 1944, qui a été professeur de théorie des graphes à l'université de Waterloo, au Canada. Il est professeur à l'Université Lyon 1. Il a donné son nom au théorème Bondy-Chvátal, élaboré avec Václav Chvátal. Parmi ses coauteurs, on compte Paul Erdős.
Bondy a obtenu son doctorat de théorie des graphes à l'université d'Oxford en 1969. Il a contribué en tant que rédacteur managérial au Journal of Combinatorial Theory (Series B).
Bondy a été démis de ses fonctions à Waterloo en 1995, lorsque sa place à plein temps à l'université de Lyon 1 a été rendue publique.

## Publications choisies
- Bondy, John Adrian ; Murty, U.S.R. Graph Theory with Applications, 1976, North-Holland
- Bondy, John Adrian (1971), "Pancyclic graphs I", Journal of Combinatorial Theory, Series B 11 (1): 80–84, doi:10.1016/0095-8956(71)90016-5.
- Bondy, John Adrian; Hemminger, R. L. (1977), "Graph reconstruction – a survey", Journal of Graph Theory 1 (3): 227–268, doi:10.1002/jgt.3190010306

## Source
- (en) Cet article est partiellement ou en totalité issu de l’article de Wikipédia en anglais intitulé « John Adrian Bondy » (voir la liste des auteurs).